# Calicorinos
Calicorinos (Callicorini) são uma tribo de lepidópteros da subfamília Biblidinae.

## Sistemática
- Ordem Lepidoptera
  - Subordem Glossata
    - Infraordem Heteroneura
      - Superfamília Papilionoidea
        - Família Nymphalidae
          - Subfamília Biblidinae
            - Tribo Callicorini (Orfila, 1952)
              - Gênero Antigonis (Felder, 1861)
              - Gênero Callicore (Hübner, 1819)
              - Gênero Catacore (Dillon, 1948)
              - Gênero Diaethria (Billberg, 1820)
              - Gênero Haematera (Doubleday, 1849)
              - Gênero Paulogramma (Diloon, 1948)
              - Gênero Perisama (Doubleday, 1849)